# Pierre-Yvon Lenoir
Pour les articles homonymes, voir Lenoir.
Pierre-Yvon Lenoir  est un athlète français, spécialiste du 800 mètres, né le 8 août 1936 à Belle-Isle-en-Terre et mort le 24 novembre 2015  à Saint-Brieuc.

## Biographie
Il remporte deux titres de champion de France du 800 m, en 1959 et 1960. 
Le 9 septembre 1959, à Göteborg, il établit un nouveau record de France du 800 mètres en 1 min 48 s 0, améliorant de 3/10e de seconde la précédente meilleure marque française détenue depuis 1948 par Marcel Hansenne.
Il remporte les Jeux méditerranéens de 1959 et termine deuxième du relais 4 × 400 mètres à Beyrouth, au Liban.

### Palmarès
- Championnats de France d'athlétisme :
  - vainqueur du 800 m en 1959 et 1960.

### Records
| Épreuve | Performance  | Lieu | Date |
| ------- | ------------ | ---- | ---- |
| 800 m   | 1 min 48 s 0 |      | 1959 |